# Gustav Nottebohm

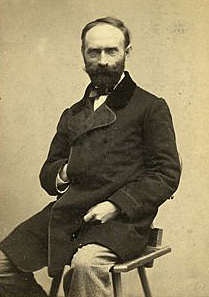
Gustav Nottebohm-

Martin Gustav Nottebohm, född 12 november 1817 i Lüdenscheid, död 29 oktober 1882 i Graz, var en tysk musikvetare. 
Nottebohm var elev av Ludwig Berger, Siegfried Dehn, Felix Mendelssohn, Robert Schumann och Simon Sechter. Han gjorde sig från 1846 i Wien bekant som tonsättare samt piano- och kompositionslärare, men framför allt som musikvetenskaplig forskare, särskilt över Ludwig van Beethoven. Han utgav kritiska tematiska förteckningar över Beethovens tryckta arbeten (1868) och Franz Schuberts (1874), vidare två skissböcker av Beethoven (1865, 1880), Beethoveniana (1872, 1887), Beethovens Studien (1873) och Mozartiana (1880).